# Fonti energetiche

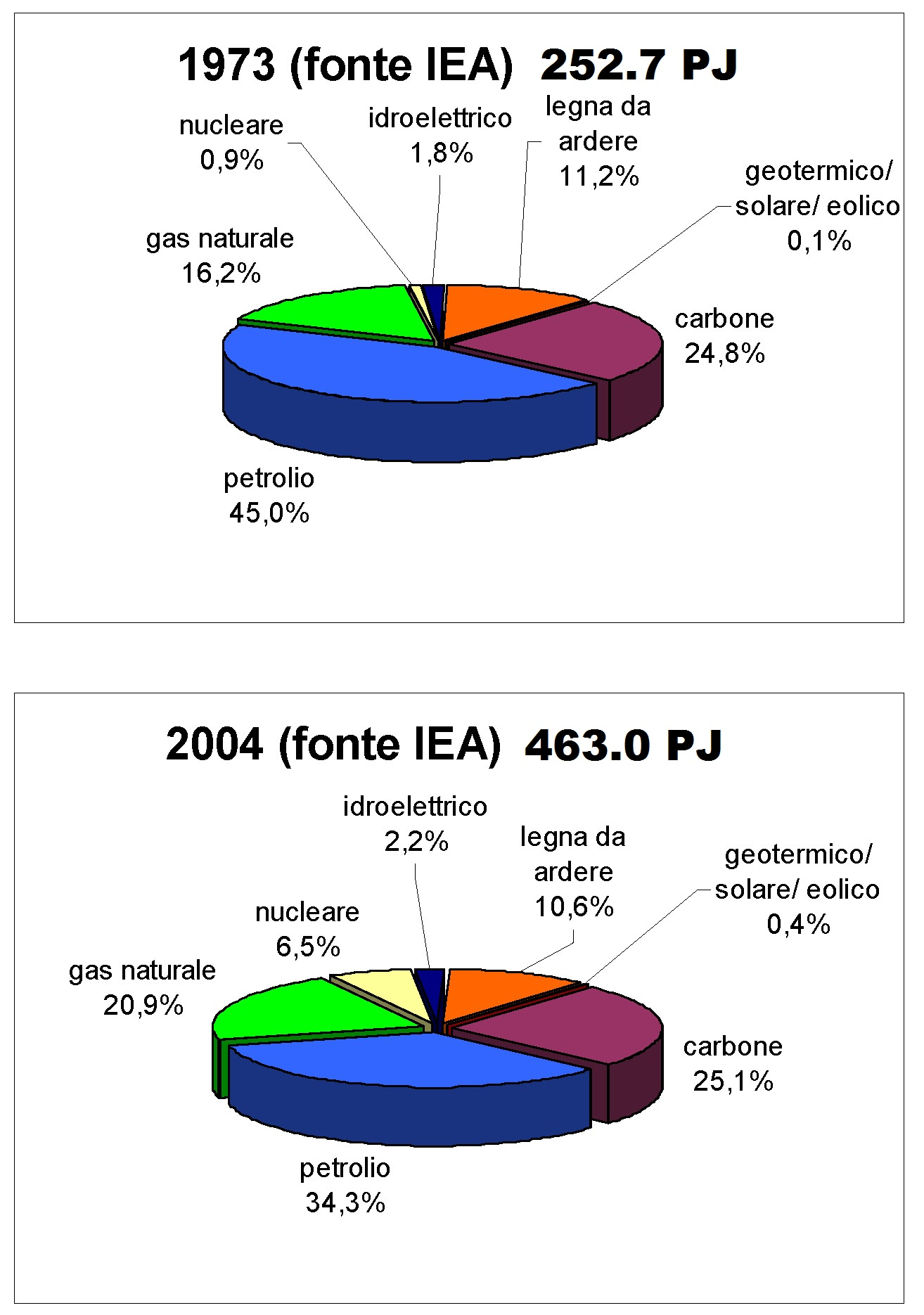
Consumi energetici mondiali, per fonte, nel 1973 e nel 2004. Fonte: International Energy Agency.

Le fonti energetiche (o fonti di energia), sono le sorgenti di energia a disposizione dell'uomo e in quanto tali possono essere utilizzate per eseguire un lavoro e/o produrre calore.

## Storia
Nella preistoria e per gran parte della storia umana, fonti di energia utilizzabili dall'uomo furono: l'energia muscolare umana e animale per produrre un lavoro, la combustione di legno o, più in generale, biomassa, per produrre calore. Più tardi, la navigazione a vela e i mulini ad acqua e a vento, introdussero una prima diversificazione riguardo alle fonti energetiche inanimate. L'energia disponibile pro-capite, prima del XIX secolo, in Occidente, era ridotta: questo si traduceva, nelle società pre-industriali, in una bassa mobilità delle persone nel loro complesso, ridotta circolazione di merci, ridotta assistenza sanitaria, disponibilità discontinua di risorse alimentari, con periodiche carestie.

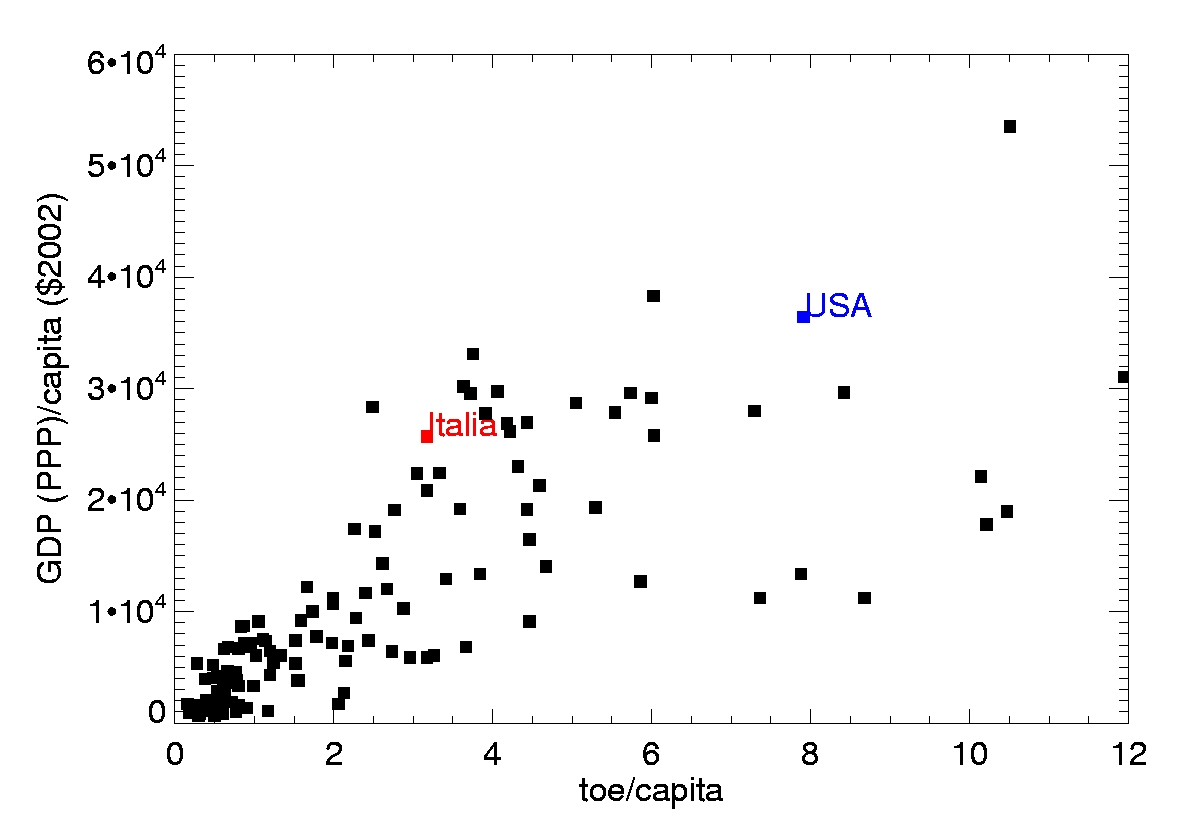
reddito pro-capite (a parità di potere d'acquisto PPA), in funzione del consumo energetico globale per persona (in toe), anno 2004. Fonte: International Energy Agency.

Nel corso del Novecento si è assistito a un notevole incremento del consumo di energia, che è praticamente raddoppiato dal 1973 al 2004. Ciò pone dei problemi, sia dal punto di vista ambientale (ad esempio per l'effetto serra o lo smaltimento delle scorie), sia dal punto di vista geopolitico. La scelta di una fonte energetica è diventata un fatto sociopolitico complesso ed importante, che dipende dalla disponibilità di risorse, dal costo di una fonte in relazione alle condizioni particolari di una nazione, dall'affidabilità delle centrali di produzione di energia e dalla protezione dell'ambiente.
Le fonti utilizzate oggi per la produzione di energia elettrica sono essenzialmente la combustione di combustibili fossili (carbone o idrocarburi), l' idroelettrico, l' energia atomica da fissione, l' eolico, la geotermia e l' energia solare.

### Tipologia
La maggior parte delle risorse energetiche del mondo hanno come fonte primaria i raggi solari che colpiscono la superficie terrestre; quest'energia si è conservata indirettamente sotto forma di energia fossile (bitume, carbone, gas, idrati, petrolio) oppure come energia direttamente impiegabile (ad esempio i venti si formano in seguito a complessi fenomeni di riscaldamento nelle zone soleggiate e di convezione nelle zone fredde, il tutto abbinato alla rotazione terrestre). Anche l'energia idroelettrica deriva dall'energia solare che provoca l'evaporazione dell'acqua e conseguente condensazione quando le nuvole incontrano l'aria di fronti climatici freddi o alte montagne. Il vapore acqueo salendo in quota acquisisce una certa energia potenziale che cede in parte alle piogge ed ai corpi acquosi siti in quote elevate.

Un'altra fonte di energia, è quella geotermica, endogena e localizzata in specifiche aree del globo terrestre favorite da particolari aspetti di geologia regionale.

### Costante solare
Il termine costante solare (in inglese solar constant) definisce la quantità di radiazione elettromagnetica solare che arriva per unità di superficie, misurandola a livello della superficie esterna dell'atmosfera terrestre, da un aereo perpendicolare ai raggi. La costante solare include tutti i tipi di radiazione solare, non soltanto la luce visibile. Il suo valore è stato misurato da satelliti a circa 1.366 watt per metro quadro, anche se può variare di circa lo 6,9% durante l'anno - da circa 1.412 W/m² a gennaio a 1.321 W/m² a luglio, questo dovuto alla variazione della distanza della terra dal sole, oltre ad una lieve variazione della luminanza solare di poche parti su mille da un giorno all'altro. Per l'intero globo terrestre, che ha una sezione di taglio di 127.400.000 km², la potenza fornita dall'energia solare è di 1.740 × 1017 Watt, con una variazione del +/- 3,5%.

### Classificazione
La prima classificazione che deve essere fatta per le fonti di energia è tra le fonti di energia primarie, ovvero le fonti direttamente presenti in natura. Esse comprendono il petrolio, il carbone, il gas naturale, la legna da ardere o biomasse, i combustibili nucleari, l'energia idroelettrica, eolica, geotermica e solare, in ordine di importanza di sfruttamento attuale. Queste vanno distinte dalle fonti di energia secondarie, che sono fonti di energia non direttamente presenti in natura, ma fonti di energia derivate dalle fonti primarie. Le fonti secondarie comprendono ad esempio l'energia elettrica o l'idrogeno. Le fonti secondarie sono un prodotto di trasformazione delle primarie e non possono cioè essere considerate una risorsa naturale.
Le fonti si distinguono anche per esauribilità. Ne esistono quindi due tipi:
- fonti esauribili o non rinnovabili, oggi essenzialmente i combustibili fossili (petrolio, carbone, gas naturale) e nucleari (uranio);
- fonti non esauribili o rinnovabili, al presente essenzialmente le biomasse (ovvero legna da ardere), l'energia idroelettrica con un minore contributo dovuto all'energia eolica, geotermica e solare. Le rinnovabili a loro volta possono essere distinte in:
  - rinnovabili classiche, ovvero le biomasse, idroelettrico e il geotermico, già da tempo sotto sfruttamento;
  - le non convenzionali, ovvero l'eolico e il solare, sulle quali si concentrano i maggiori e più recenti sforzi di sviluppo.

Per ogni fonte energetica è importante considerare tre aspetti, che tra l'altro sono anche quelli che guidano dal punto di vista politico la scelta di una strategia di approvvigionamento energetico: la disponibilità, i costi, la protezione dell'ambiente.

### Fattore di guadagno energetico
Uno dei parametri più importanti per la valutazione di una fonte di energia è il "fattore di guadagno energetico", o, in inglese, "Energy return over input" (EROI o EROEI). Esso viene definito come l'energia in uscita da una data fonte, divisa per l'energia spesa per ottenere una singola unità di quella fonte. Per esempio, l'energia ottenuta da un barile di petrolio, divisa per l'energia spesa per produrre quel singolo barile.
Seppure la definizione sia molto semplice, ci si rende subito conto che il calcolo da effettuare sia complesso, in quanto è una funzione del tempo, dipende dalla fonte di energia utilizzata, ecc. Inoltre, la valutazione dell'EROEI non è esente da criteri soggettivi e da valutazioni economiche e politiche.
È per esempio da segnalare che non esiste a livello internazionale un accordo sui criteri di calcolo dell'EROI, che quindi, a differenza di altri parametri, è sensibile a valutazioni soggettive. L'ultima valutazione, pubblicata su rivista scientifica internazionale, e quindi quanto meno soggetta a valutazione editoriale, è quella di Cleveland e coautori. Essi definiscono in modo molto preciso i loro criteri, tuttavia i calcoli si riferiscono al 1984, e quindi al giorno d'oggi hanno un valore relativo. D'altro lato, le valutazioni più recenti rispondono invece a criteri non condivisi pubblicamente.

### Esternalità o costi esterni
Le valutazioni economiche di una fonte di energia usualmente contemplano il reperimento e il trasporto di combustibili, la costruzione e il costo d'esercizio di una centrale, il riciclaggio delle scorie, lo smantellamento della centrale stessa a fine esercizio, e il deposito delle scorie e il loro eventuale riciclaggio (questo soprattutto per le centrali nucleari a fissione). L'accresciuta coscienza ambientalista degli ultimi anni ha però sensibilizzato l'opinione pubblica e i governi a un uso più consapevole delle fonti di energia, includendo nelle valutazioni economiche i cosiddetti "costi esterni" di una fonte di energia, cioè i costi associati a danni ambientali (effetto serra, emissioni di gas inquinanti, disastri ambientali..). Un esempio è il ventilato utilizzo di eco-tasse per gli eccessi di emissione di CO2, previsto dal Protocollo di Kyōto: esso rappresenta una prima presa di coscienza dei costi non diretti (esterni) nell'utilizzo dei combustibili fossili.
Il calcolo delle esternalità non è comunque facile: tuttavia, una stima non eccessiva per il carbone e il petrolio fornisce circa 5-6 centesimi di € per kWh prodotto, confrontabili quindi col costo convenzionale di un kWh (9 centesimi di € nel I trimestre 2007). Per il nucleare, idroelettrico, fotovoltaico ed eolico, il costo esterno è nettamente più basso, meno di 1 centesimo di € per kWh prodotto. C'è comunque da dire che per il nucleare, alcuni disastri come quello di Černobyl' hanno creato nell'opinione pubblica un diffuso dissenso verso l'uso di questa fonte di energia e maggior incertezza nel definire gli effettivi costi esterni. D'altro lato, anche lo sfruttamento di altre fonti di energia (petrolio, carbone, gas naturale, idroelettrico, ecc.) è stato caratterizzato da disastri non trascurabili ma in genere con un impatto solamente locale.
Le considerazioni sui costi esterni hanno comunque un ruolo sempre maggiore, corrispondente alla presa di coscienza che non esistono fonti di energia che abbiano solo vantaggi, ma l'utilizzo di una determinata fonte energetica implica sempre degli svantaggi sotto forma di perdita di energia utile (per es., sotto forma di calore, vedi il Secondo principio della termodinamica), oppure sotto forma di sotto-prodotti di una reazione chimica o nucleare.

### Riserve di energia
Le risorse energetiche rimanenti nel mondo variano, ed è stato calcolato che le risorse di combustibili fossili totalizzino uno stimato di 0,4 Yottajoules (1 YJ = 1024 J) e che le risorse disponibili di combustibile nucleare come l'uranio superino i 2,5 YJ. Le riserve di combustibili fossili dovrebbero essere di 0,6-3 YJ se le valutazioni delle riserve di clatrati di metano sono accurate e se il loro sfruttamento divenisse tecnicamente possibile.

Principalmente grazie al Sole, il mondo possiede anche un flusso di energia rinnovabile utilizzabile, che eccede i 120 petawatt (pari ad 8.000 volte gli utilizzi totali del 2004), o 3,8 YJ/anno, rendendo così teoreticamente minuscole tutte le risorse non-rinnovabili.

### Problema energetico
La società moderna è strettamente dipendente dall'energia elettrica e meccanica per cui il possibile esaurimento delle fonti di energia è visto con preoccupazione da scienziati e tecnici che cercano continuamente soluzioni che superino l'esaurimento di tali fonti con nuove fonti di energia e/o promuovendo politiche di maggiore efficienza energetica.

## Fonti non rinnovabili
Le fonti energetiche oggi più utilizzate sono le fonti non rinnovabili, tra cui in particolare i combustibili fossili come petrolio, carbone e gas naturale, dai combustibili nucleari come l'uranio. La disponibilità di queste fonti è attualmente ancora abbastanza elevata e di conseguenza il costo relativamente basso. Tuttavia, per definizione stessa di energia non rinnovabile, esse sono associate a delle riserve finite, non inesauribili. Valutando le riserve, rispetto al consumo attuale di energia e al trend di crescita, ci porta a dovute preoccupazioni riguardo alla loro disponibilità futura, e di conseguenza alla crescita del loro prezzo sul mercato negli anni a venire. Di seguito, una tabella che riporta la stima delle riserve delle energie non rinnovabili (in Gtoe), da confrontarsi col consumo energetico attuale, 11 Gtoe nel 2004 e in rapida crescita.
| Riserve mondiali di energie non rinnovabili (in Gtoe = 1000 Mtoe)                                     | accertate | stimate                      |
| --- | --------- | ---------------------------- |
| Carbone 36% Europa; 30% Asia; 30% Nord America                                                        | 700       | 3400                         |
| Petrolio 65% Medio Oriente; 10% Europa; 10% Centro e Sud America; 5% Nord America                     | 150       | 300 (+500 non convenzionale) |
| Gas naturale 40% Europa; 35% Medio Oriente; 8% Asia; 5% Nord America                                  | 150       | 400                          |
| Uranio (235U reattori termici) 25% Asia; 20% Australia; 20% Nord America (Canada); 18% Africa (Niger) | 60        | 250                          |
| Uranio (238U reattori veloci)                                                                         | 3500      | 15000                        |
| Deuterio                                                                                              | --        | 5 × 1011 *                   |
| Litio terrestre                                                                                       | --        | 21000 *                      |
| Litio (acqua marina)                                                                                  | --        | 4 × 108 *                    |

(*) Tecnologie la cui fattibilità scientifica, tecnica o industriale non è ancora stata appurata
La tabella risulta inquietante giacché, considerando ad esempio il caso del petrolio consumato per un 34% delle 11 Gtoe totali nel 2004, ovvero 3,8 Gtoe all'anno, e prendendo in considerazione le sole riserve petrolifere accertate di 150 Gtoe, risulterebbe che anche supponendo un consumo di petrolio costante rispetto al valore del 2004, resterebbero a disposizione solamente non più di 40 anni prima dell'esaurimento completo delle riserve petrolifere.

### Combustibili fossili

Schema di una centrale termoelettrica.

Per quanto riguarda la fonte dei combustibili fossili, la combustione di carbone o idrocarburi quali metano o petrolio fornisce la massima quantità di energia, che è impiegata in parte per i sistemi di riscaldamento a combustione, in parte per il funzionamento di motori, ma specialmente per la produzione di energia elettrica, che è un tipo di energia che può essere trasferita a grandi distanze con bassa dissipazione ed è di facile impiego. Uno schema di una centrale elettrica che utilizza combustibili fossili è mostrato in figura: il combustibile viene bruciato in presenza di ossigeno, scalda dell'acqua fino alla produzione di vapore, il quale fluisce attraverso una turbina.
La turbina è collegata al rotore di un generatore elettrico, che produce elettricità. Nel mondo, le centrali termoelettriche producono il 65% dell'elettricità mondiale: tuttavia, la combustione dà come sotto-prodotto l'anidride carbonica (CO2) assieme ad altre sostanze inquinanti.
I vantaggi dei combustibili fossili, e del petrolio in particolare, sono l'alta densità di energia, il facile trasporto, e una larga disponibilità (almeno fino ad adesso). Il petrolio è poi utilizzato anche per fini non energetici (trasporti, riscaldamento e produzione di energia elettrica), e cioè: produzione di materie plastiche, fertilizzanti per l'agricoltura, e una serie di altre sostanze di largo uso (paraffina, vaselina, asfalto..).
Gli svantaggi però sono numerosi: ogni anno nel mondo si consuma una quantità di combustibili fossili che la natura ha creato in milioni di anni. Le risorse stimate di combustibili fossili sono ancora enormi (soprattutto carbone), e possono soddisfare le domande energetiche mondiali per almeno un centinaio di anni. Diversa è la situazione per il petrolio, che secondo le stime attuali potrebbe soddisfare le richieste energetiche per 40 anni, per il cosiddetto "petrolio leggero", cioè quello che si estrae dai normali pozzi petroliferi (vedi Tabella).
Tuttavia, i combustibili fossili presentano degli svantaggi ambientali notevoli. A parte la produzione di CO2, la combustione di risorse fossili produce sostanze inquinanti, come ossidi di zolfo (SO2 principalmente) e ossidi di azoto (NOX). Secondo le stime dell'ONU (precisamente dell'Intergovernmental Panel on Climate Change), le riserve di combustibili fossili risultano sufficienti per creare problemi climatici imponenti (come l'effetto serra).
Un altro problema è la localizzazione geografica del combustibili fossili: circa il 65 % delle risorse mondiali di petrolio sono localizzate nel Medio Oriente, ed entro 30 anni i depositi europei di gas naturale saranno esauriti. Per quanto riguarda il Nord America, la situazione del gas naturale è ancora più critica. Si aggiunga a questo che molti Paesi vogliono diventare meno dipendenti dall'estero per la loro domanda energetica. Nella Tabella che segue sono riportate le stime accertate di combustibili fossili e di Uranio, espresse in Gtoe (miliardi di tonnellate di petrolio equivalenti). Si tenga conto che il consumo energetico totale nel 2005 è stato di 11 Gtoe, così ripartiti: 2.7 Gtoe per il carbone, 3.8 per il petrolio, 2.3 per il gas naturale, 0.7 per il nucleare, 0.2 per l'idroelettrico, e solo 0.04 Gtoe per geotermico/solare/eolico. Secondo la tabella, quindi, con le riserve accertate di petrolio si potrebbe andare avanti per 150/3.8=39.4, cioè circa 40 anni, come anticipato più sopra. Per il carbone, la durata è circa 700/2.7=260 anni.
Uno svantaggio notevole è pure il fatto che il passaggio, avvenuto nell'Inghilterra della fine del Settecento, da un'economia del legno a un'economia del carbone, ha comportato il passaggio da una fonte di energia esauribile, ma rinnovabile, a una fonte esauribile e non rinnovabile. Infatti, secondo alcuni geologi petroliferi, la diminuzione del petrolio disponibile avverrà molto prima che i cambiamenti climatici si facciano sentire seriamente: infatti, secondo la teoria del picco del petrolio sviluppata dal geologo statunitense Marion King Hubbert negli anni '50, la produzione annua di petrolio ha una forma a campana, con un picco di produzione mondiale che dovrebbe avverarsi negli anni fra il 2006 e il 2015. Secondo questa teoria quindi, l'imminente diminuzione della produzione di petrolio annua dovrebbe portare a cambiamenti geopolitici attualmente difficilmente prevedibili.

### Energia nucleare
L'energia nucleare può essere vista come la madre di tutte le energie, sulla terra e persino nell'universo. Infatti tutte le energie, dal solare alle energie fossili, dall'eolico all'idroelettrico, non sono niente altro che un prodotto derivato di trasformazione dell'energia che è prodotta in quelle enormi fornaci, reattori nucleari che sono il sole e le stelle. Il primo a capire l'origine nucleare dell'energia che tiene acceso il sole e tutte le altre stelle fu Hans Bethe il quale nel 1938 teorizzò il ciclo di reazione nucleare, in suo onore chiamato ciclo di Bethe, che permette alle stelle di brillare. Per questo fondamentale contributo alla conoscenza umana Hans Bethe vinse il premio Nobel per la fisica nel 1967.

#### Fissione nucleare
L'energia atomica da fissione si basa sul principio fisico del difetto di massa, in cui si spezza un nucleo atomico pesante (in genere Uranio-235), per ottenere due nuclei più piccoli, che pesano meno del nucleo originario. La piccola differenza di massa è in grado di produrre un'enorme quantità di energia (172 MeV per singola reazione). Questa enorme densità di energia si traduce in una minore necessità di combustibile: una centrale elettrica convenzionale da 1 gigawatt richiede 1,400,000 tonnellate di petrolio in un anno (circa 100 super-petroliere), oppure solo 35 tonnellate all'anno di ossido d'uranio, UO2, cioè 210 tonnellate di minerale grezzo (2 vagoni merci).
L'energia nucleare da fissione è attualmente interamente utilizzata per la produzione di energia elettrica: il nucleo centrale della centrale- detto nocciolo- è costituito da barre di materiale fissile (il "combustibile"), circondate da un "moderatore" (acqua o grafite), che serve a rallentare i neutroni prodotti dalla reazione di fissione. Infine, il "refrigerante" (acqua o gas) serve ad assorbire il calore prodotto dalla reazione e serve poi come fluido primario di una centrale di tipo termoelettrico. In sostanza, lo schema teorico di una centrale nucleare è molto simile a quello di una centrale termoelettrica, se non che il calore non è prodotto da reazioni chimiche di combustione di petrolio o carbone, ma dalla reazione nucleare di fissione nelle barre di materiali fissili come uranio o plutonio.
Il maggiore vantaggio della fissione nucleare è che le reazioni di fissione non producono anidride carbonica (CO2). Inoltre, data l'elevata densità energetica del combustibile, quasi scompaiono i problemi logistici per il trasporto delle immense quantità di materiale, in confronto ad una centrale termoelettrica convenzionale. Infine i volumi della produzione di rifiuti, quali scorie radioattive, nell'esercizio di una centrale nucleare sono di svariati ordini di grandezza inferiori ad una centrale a combustibili fossili o rinnovabili, quali ceneri, ossidi di azoto, anidride carbonica e ossidi di zolfo.
Fra gli svantaggi, anzitutto si ricorda che i prodotti della reazione di fissione e delle altre reazioni dei neutroni con i materiali che costituiscono in nocciolo, sono altamente radioattivi; quindi i materiali stessi di alcune parti della centrale, ovvero quelli sottoposti ad irraggiamento, come il nocciolo, devono essere trattati con tecniche particolari e una parte di esse immagazzinata in siti geologici profondi (depositi permanenti). Seppure i volumi di materiali da isolare sono relativamente modesti, a questo enorme contrazione di volume, si accompagna un equivalente aumento della pericolosità dei rifiuti, influenzando così, in maniera profonda, le attività di trasporto, trattamento e collocazione.
Un altro svantaggio spesso dimenticato è che le riserve di uranio sono minori (vedi tabella) delle riserve di carbone e petrolio. La soluzione al momento più studiata sarebbe quella di utilizzare i cosiddetti reattori autofertilizzanti, di cui un prototipo avanzato è stato il reattore nucleare Superphénix, in Francia, oggi chiuso per problemi tecnici, politici e di costi. Infatti il predecessore, il Phénix, di potenza molto inferiore, risulta ancora in esercizio. Qualora tali problemi fossero risolti in sicurezza, l'utilizzo dei reattori autofertilizzanti aumenterebbe di un fattore circa 60 il tasso di sfruttamento delle risorse disponibili di combustibile, potendo sfruttare maggiormente l'abbondante l'isotopo 238U dell'Uranio in luogo del più raro 235U. In altre parole non si tratta di una maggior disponibilità di minerale (che è esattamente lo stesso) ma di un suo miglior sfruttamento, prolungandone la durata.
Come ulteriore soluzione, anch'essa in studio da diversi decenni, non va dimenticata la possibilità d'uso del torio, in un ciclo del combustibile denominato "Uranio-Torio".
In una prospettiva futura, vi potrà essere posto anche la realizzazione del reattore a fusione nucleare, come specificato poco più in basso, che sfrutterebbe invece una fonte di energia sostanzialmente inesauribile, utilizzando il deuterio, reperibile nell'acqua, e il litio.
Attualmente le centrali nucleari a fissione producono il 16% dell'energia elettrica mondiale.

#### Fusione nucleare
La fusione dei nuclei dell'idrogeno è il processo che dà luogo all'energia del sole (ma nelle stelle rosse si verifica prevalentemente la fusione dei nucleari d'elio). Genera grosse quantità di calore che teoricamente possono essere sfruttate per generare elettricità. Le temperature e pressioni necessarie per sostenere la fusione la rendono un processo molto difficile da controllare ed attualmente si tratta di una sfida tecnica non risolta. Uno dei vantaggi potenziali della fusione consiste nella possibilità teorica di fornire grandi quantità di energia in modo sicuro e con relativo poco inquinamento.
La densità energetica che teoricamente si può sfruttare dalla fusione nucleare dell'idrogeno e del deuterio è molto superiore a quella della fissione nucleare dell'uranio o del torio, anche se essa avviene nel reattore nucleare veloce autofertilizzante.
Mentre le fonti di energia trattate finora sono attualmente utilizzate per la produzione di energia, la fusione nucleare si trova ancora in una fase progettuale. Il principio è sempre il difetto di massa alla base della fissione nucleare: tuttavia, in questo caso si usano dei nuclei leggeri (idrogeno) per sintetizzare nuclei più pesanti (elio). La fusione nucleare è infatti il meccanismo che dà vita al sole e alle altre stelle. Tuttavia, mentre nel sole e nelle stelle i nuclei di idrogeno sono tenuti assieme dall'enorme massa di gas ad altissima temperatura (chiamato plasma) che li costituisce, la riproduzione del meccanismo di fusione sulla terra ha posto fin dall'inizio (negli anni cinquanta) dei formidabili problemi sia di tecnologia, sia di fisica. Il principale è mantenere questa massa di gas incandescente (plasma) chiusa in un contenitore, ovvero (come si dice in termini tecnici), "confinata". Infatti, la reazione che attualmente si spera di riprodurre coinvolge due isotopi dell'idrogeno, il deuterio (D) e il trizio (T), con produzione di elio e un neutrone secondo la reazione:

Diagramma della reazione D-T

D + T → 4He (3.5 MeV) + n (14.1 MeV)
La reazione Deuterio-trizio è caratterizzata da una densità di energia addirittura maggiore di quelle di fissione. Riprendendo il confronto fatto per la fissione nucleare, un'ipotetica centrale a fusione da 1 gigawatt potrebbe funzionare con soli 100 kg di deuterio e 150 kg di trizio all'anno, da confrontare con le 1,400,000 tonnellate di petrolio di una centrale termoelettrica. Inoltre, l'unica scoria prodotta dalla reazione di fusione è l'Elio, un gas nobile per nulla radioattivo. Questo rappresenta un vantaggio fondamentale della fusione rispetto alla fissione nucleare, dove i prodotti di reazione sono essi stessi radioattivi.
La reazione D-T ha però una soglia di 20 keV, che tradotto in temperatura, significa circa 200 milioni di K. Questi valori di temperatura danno un'idea di che sforzi tecnologici siano necessari per riprodurre la reazione Deuterio-Trizio. Tuttavia, dopo 50 anni di ricerche, produrre un plasma a temperature così elevate è sorprendentemente un fatto abituale nei vari esperimenti, chiamati Tokamak, realizzati un po' ovunque nel mondo. L'ostacolo principale rimane la necessità di produrre energia netta (necessità comune a tutte le forme di energia), che nel caso della fusione prende forma nel cosiddetto criterio di Lawson: questo criterio, tradotto in termini pratici, significa imporre contemporaneamente dei vincoli sulla temperatura, la densità e il tempo di confinamento delle particelle (il tempo tipico in cui le particelle del plasma sono tenute insieme nel contenitore). Questi tre vincoli contemporanei non sono stati ancora mai raggiunti, soprattutto per un limite operativo detto limite di Greenwald che impone un valore massimo al rapporto densità/corrente del plasma. Le origini di questo limite sono ancora in gran parte sconosciute.
In presenza di un limite sulla densità del plasma, una via di uscita è aumentare il tempo di confinamento. Questo avviene molto naturalmente nel sole, date le sue dimensioni enormi; negli esperimenti, questo significa aumentare le dimensioni delle macchine, nell'attesa che i meccanismi che danno origine al limite di Greenwald e alla turbolenza nel plasma vengano compresi appieno. A questo scopo, gli sforzi congiunti di Stati Uniti, Unione europea, Russia, Giappone, India, Cina e Corea hanno dato il via alla costruzione del primo proto-reattore, ITER.
Lo scopo di ITER, in costruzione a Cadarache, in Provenza, è proprio quello di
- dimostrare la fattibilità dei principali componenti del reattore a fusione;
- raggiungere e superare le condizioni previste dal criterio di Lawson;
- produrre in modo continuo un rapporto energia nucleare/energia immessa (Q=fattore di guadagno nell'energia da fusione) di circa 10.

I vantaggi della fusione sono quindi impatto ambientale ridotto, grandissima disponibilità dei "combustibili" (il deuterio si ricava dall'acqua di mare, il trizio dal litio, un materiale abbondantissimo sulla crosta terrestre), assenza di scorie radioattive. Lo svantaggio è che il suo utilizzo è ancora una prospettiva lontana (si parla del 2050 come anno della commercializzazione dell'energia elettrica da fusione), richiede tecnologie costose, ed è intrinsecamente un modo centralizzato di produzione energetica (poche grosse centrali invece di molte piccole).

## Fonti rinnovabili

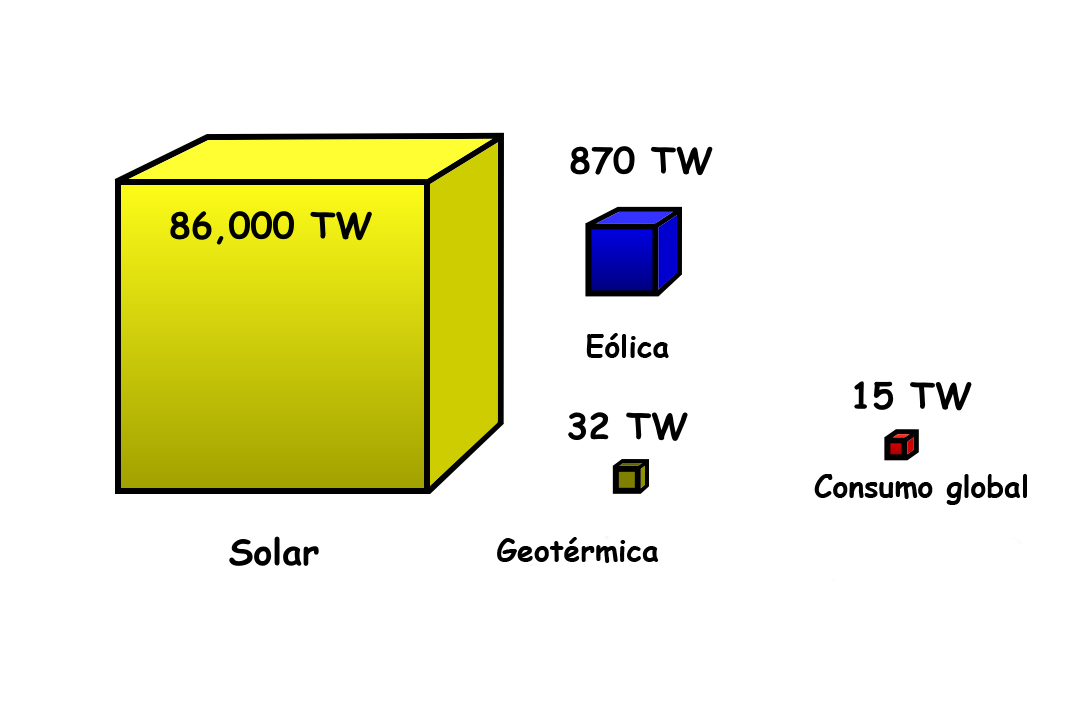
Energia rinnovabile disponibile per anno. Il volume dei cubi rappresenta la quantità di energia (in TW) geotermica, eolica e solare in principio disponibile ogni anno, ricordando tuttavia che è possibile recuperarne soltanto una minima parte. Il piccolo cubo rosso mostra proporzionalmente il consumo energetico globale per anno..

Nel 2004, le energie rinnovabili fornivano attorno al 7% dell'energia elettrica consumata nel mondo, soprattutto rappresentate dalle classiche, idroelettrico e biomasse. Il settore delle energie rinnovabili è cresciuto significativamente dagli ultimi anni del ventesimo secolo, e nel 2005 il totale delle nuove inversioni era stimato attorno 38 miliardi (38 x 109) di dollari USA. La Germania e la Cina guidano la graduatoria, con investimenti di circa $ 7 miliardi ognuna, seguiti dagli Stati Uniti, dalla Spagna, dal Giappone, e dall'India. Questo ha comportato l'aggiunta di 35 GW di energia rinnovabile di picco durante l'anno.

### Legna da ardere e biomasse

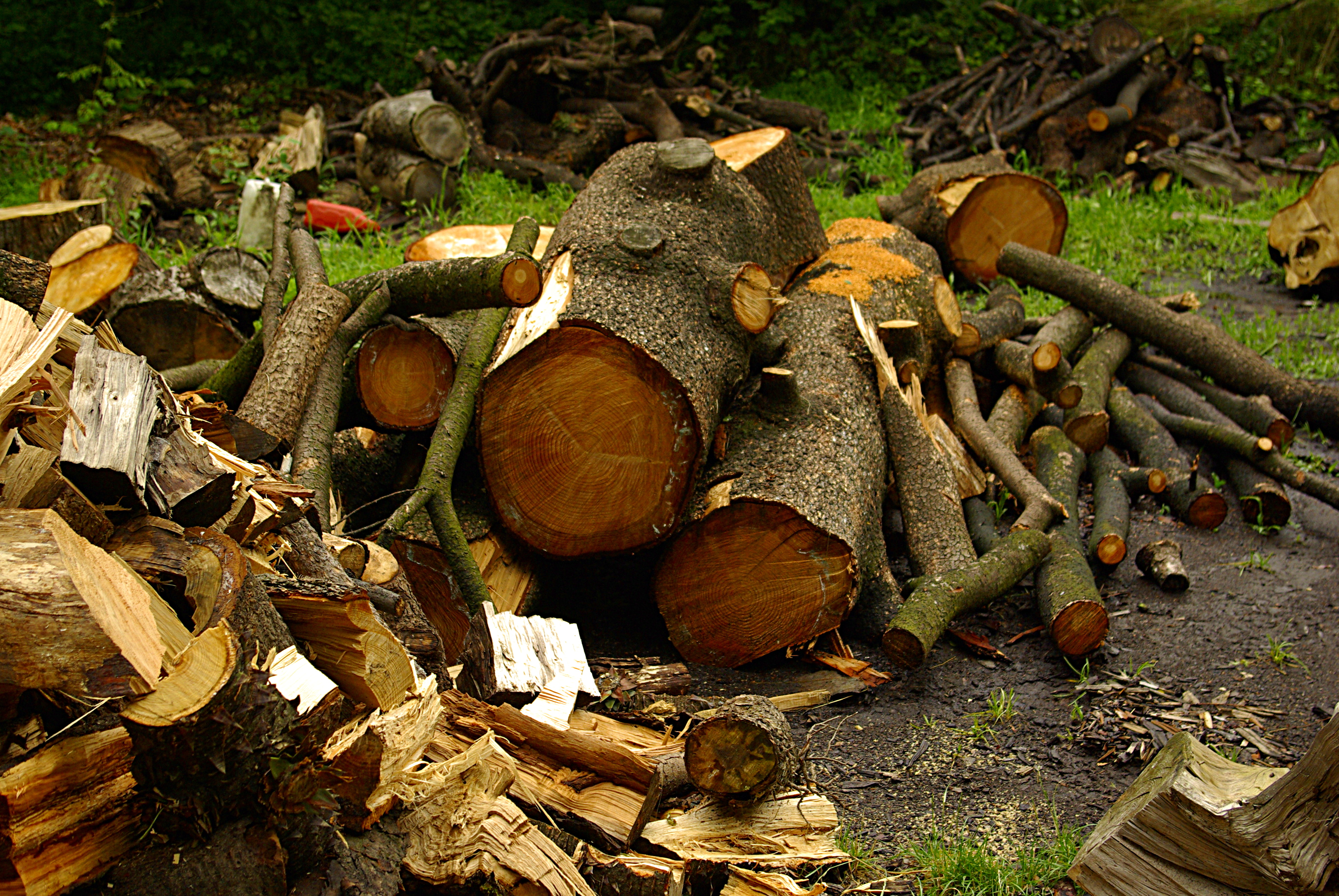
Legna da ardere, proveniente da taglio di bosco naturale, la cui richiesta sul mercato è oggi in ripresa causa gli alti costi dei combustibili fossili

La combustione di biomassa rappresenta, storicamente, la più antica forma di energia sfruttata dall'uomo. La combustione di legno o altri materiali organici facilmente disponibili rappresenta infatti la più antica maniera di produrre calore e quindi energia, ancora oggi con un peso preponderante nei Paesi più poveri del mondo.
Ultimamente, tuttavia, una rinnovata coscienza ambientale, unita ad una crescente preoccupazione per il reperimento delle risorse energetiche, hanno fatto tornare di attualità questa fonte anche nei paesi più industrializzati.
In tale ambito, la combustione di combustibili rinnovabili viene intesa come combustione di scarti di lavorazione dell'industria agroalimentare o del legno, nonché anche come combustione di biomassa a crescita stagionale appositamente coltivata. È da notare che per la normativa italiana di riferimento vengono considerati combustibile rinnovabile anche i rifiuti organici o inorganici urbani (rifiuti solidi urbani, o "RSU") o industriali. La UE considera invece "rinnovabile" solo la parte organica di tali rifiuti (ovvero gli scarti vegetali) ed ha pertanto aperto procedure di infrazione contro l'Italia per la violazione delle discipline in merito.
Attualmente in Italia tale fonte (anche grazie alla diffusione dell'incenerimento sovvenzionato dai contributi CIP6) è in forte crescita, seppur ancora con valori percentuali molto bassi (nel 2004, tale contributo è giunto infatti fino all'1,7% del fabbisogno energetico nazionale). Tali valori evidenziano comunque ancora una netta distanza rispetto agli altri Paesi UE, in particolare dell'Europa settentrionale.

### Energia solare
L'energia solare è in realtà il motore di qualsiasi attività sulla Terra: anche il petrolio è indirettamente energia solare accumulata dalla fotosintesi di antiche piante, il cui materiale organico si ritiene si sia accumulato e trasformato sottoterra, durante intere ere geologiche. L'uso diretto dell'energia solare è basato sul fatto che il Sole a perpendicolo all'equatore invia 1366 W per metro quadro (costante solare). È una quantità di energia enorme: tuttavia, solo una parte può essere direttamente convertita in elettricità. È stato calcolato che, qualora si coprisse tutta la superficie terrestre di pannelli solari, l'energia messa a disposizione ogni anno sarebbe di ben 130 000 Gtep. Questo valore, relativo a solo un anno, è enorme se confrontato col valore totale (che una volta esaurito non è più rinnovabile) delle riserve di petrolio le quali ammontano a 150 Gtep per le accertate e a 300 Gtep (+500 se si considera anche il petrolio non-convenzionale) per le riserve stimate.

#### Fotovoltaico

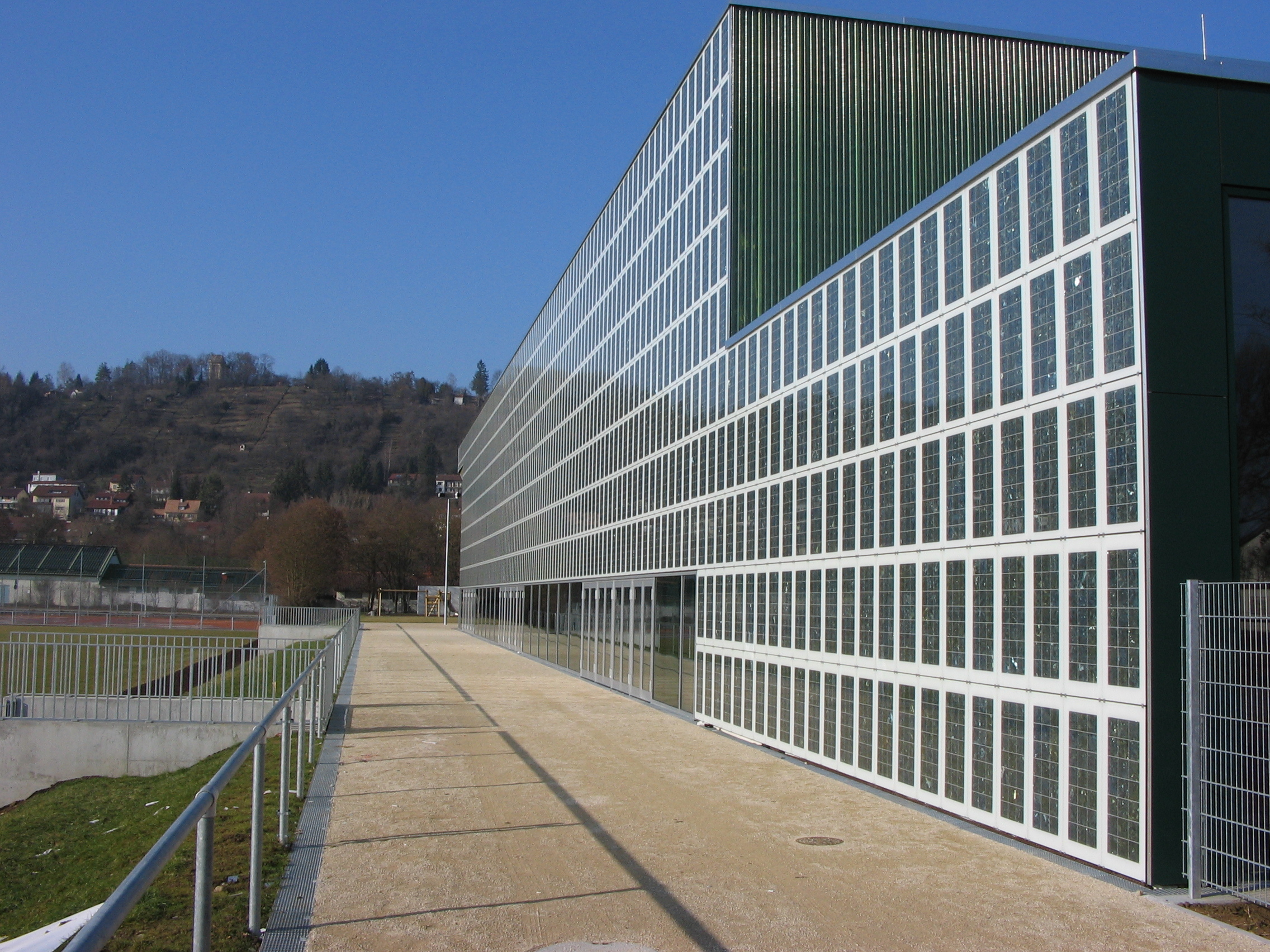
Esempio di parete di edificio ricoperta di pannelli fotovoltaici: Tubinga, palazzetto dello Sport.

Attualmente, l'energia del sole può essere catturata usando il solare fotovoltaico. Infatti, una cella fotovoltaica al silicio (Photovoltaic Cell-PV) converte il 18% di questa energia direttamente in elettricità: questo è un vantaggio notevole rispetto alle fonti di energia tradizionali, che devono contemplare il passaggio intermedio in energia termica, poi meccanica, e poi elettrica, attraverso il riscaldamento di acqua, produzione di vapore e azionamento di una turbina e un generatore elettrico, come nel caso dei combustibili fossili.
In Italia, un pannello fotovoltaico di 1 {\displaystyle {\textrm {m}}^{2}} posto sul tetto di una casa produce mediamente 210 kWh all'anno, che è una frazione considerevole del consumo elettrico di una famiglia italiana media (circa 4100 kWh all'anno). Il valore dell'energia fotovoltaica utilizzabile aumenta andando verso sud, ma anche per pannelli posti in montagna poiché l'irraggiamento è maggiore rispetto ad una stessa latitudine in piano. Attualmente, il solare fotovoltaico produce solo lo 0.01 % dell'elettricità mondiale; uno dei maggiori ostacoli è il costo di un impianto: una casa che ipoteticamente funzionasse a energia fotovoltaica (4100 kWh all'anno), richiederebbe un costo d'impianto dai 15,000 € ai 17,500 €. Attualmente all'utente finale la corrente viene erogata a 0,20 €/Kwh comprendendo imposta dell'erario, addizionali regionali ed IVA al 10%: l'impianto viene pertanto ripagato in venti anni assumendo che non aumenti il costo della bolletta. Ovviamente, anche l'economicità di un impianto fotovoltaico va confrontato con il costo medio di un kWh convenzionale: se tale costo dovesse aumentare, l'economicità degli impianti fotovoltaici aumenterebbe.
C'è da dire infine che il settore della tecnologia delle celle fotovoltaiche è in rapidissima espansione, e nuove tecniche di deposizione del silicio stanno rendendo questo settore energetico sempre più economico (nel 2007 si è raggiunta l'efficienza record del 42.5%).
Accanto alla ricerca sulle celle tradizionali a semiconduttore, è in piena espansione anche lo studio di celle non-convenzionali, basate su molecole organiche, come i fullereni ("polymer-fullerene solar cells-PFSC), o su materiali coloranti organici comuni, come il succo di mirtillo (le cosiddette "dye solar cells" - DSSC). Allo stadio attuale delle conoscenze, queste celle fotovoltaiche organiche garantiscono il passaggio di correnti basse, e una limitata efficienza (5-6%), tuttavia il loro scarsissimo peso, la grande portabilità (sono praticamente delle strisce flessibili) ed il basso costo le rendono estremamente interessanti per uno sfruttamento futuro.

#### Solare termodinamico

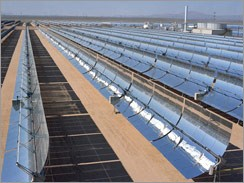
Solare termodinamico: specchi parabolici vengono disposti in righe per massimizzare l'accumulo di energia solare nel minimo spazio possibile.

Invece di usare celle fotovoltaiche, l'energia del sole può essere utilizzata per produrre energia in un sistema termico (solare termodinamico). In questo tipo d'impianto, degli specchi parabolici concentrano la luce diretta del sole su un tubo ricevitore. Dentro il tubo scorre un fluido (detto fluido termovettore perché è adatto a trasportare calore), che assorbe l'energia e la trasporta in un serbatoio. Alla fine, il serbatoio è in contatto termico con uno scambiatore di calore, che genera vapore secondo gli schemi tradizionali visti più sopra per i combustibili fossili, per l'energia geotermica e per le centrali nucleari a fissione.
Nel progetto Archimede dell'ENEA, sviluppato in collaborazione con l'Enel e fortemente sponsorizzato dal premio Nobel Carlo Rubbia, come fluido termovettore si userà una miscela di sali fusi (60% di nitrato di sodio e 40% di nitrato di potassio) che permette un accumulo in grandi serbatoi di calore e una temperatura di esercizio molto elevata (fino a 550 °C). Per inciso, l'uso di sali fusi come fluido di scambio termico compare già da alcuni decenni come una soluzione tecnologica per il reattore nucleare a fusione per la produzione di energia. Anche in Spagna, ad Almería, è stato costruito un impianto termosolare con un principio simile.
I critici del solare termodinamico affermano che si tratta di una tecnologia presente da molti anni (anche in impianti imponenti, come per esempio quello di Kramer Junction in California), e che in tutto questo tempo non ha dato contributi significativi. Inoltre, il solare termodinamico non sarebbe esente da difficoltà progettuali, legate ad esempio al movimento per l'orientamento degli specchi verso il sole o alla loro pulizia.

### Energia eolica

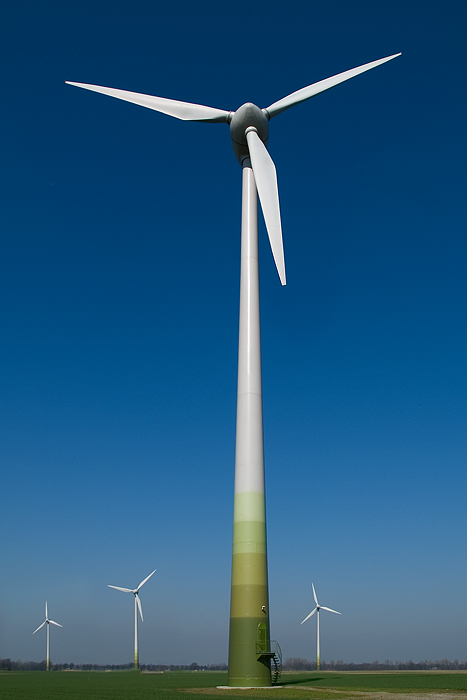
Turbina a vento. Basso Reno, Germania

L'energia eolica è una delle fonti di energia più antiche: i mulini a vento sono stati utilizzati fin dal settimo secolo d.C. per convertire l'energia del vento in energia meccanica; inoltre, le navi a vela hanno solcato gli oceani per secoli, fino all'avvento delle prime navi a vapore. Nei tempi moderni, le turbine eoliche sono utilizzate per produrre elettricità. Una turbina consiste in un grande rotore con tre pale, che viene messo in azione dal vento. L'energia eolica genera solo lo 0,3% del fabbisogno mondiale di elettricità, ma le sue capacità sono in aumento. Eolica è per il 20% l'elettricità prodotta in Danimarca, il 6% in Germania, e il 5% in Spagna. I vantaggi sono costi ridotti, tecnologia semplice, produzione di energia decentrata anche in aree remote (si pensi a piccole isole o a zone montuose impervie).
Gli svantaggi sono la localizzazione geografica (come nel caso della geotermia), ampi spazi necessari per una produzione centralizzata (circa 490 km² per un impianto da 1000 MW), e l'impatto ambientale: le turbine eoliche sono infatti rumorose e potenzialmente pericolose nel caso di rottura del rotore. Inoltre, non tutti gradiscono la loro presenza nel paesaggio. Talvolta sono stati segnalati problemi all'allevamento di bovini e ovini, causati dalla rumorosità degli impianti eolici (infatti, per la costruzione di tali impianti si privilegiano aree non coltivate e lontane da insediamenti urbani, come i terreni impiegati per la pastorizia).
Negli Stati Uniti, secondo i promotori dell'eolico, sembra che sia fattibile la convivenza delle cosiddette "fattorie eoliche" assieme alle più tradizionali fattorie, negli Stati a minore densità di popolazione, per es. il Minnesota.
In Europa è stata invece proposta la costruzione di centrali eoliche in mare, ma questo ovviamente complica la costruzione e la manutenzione, e aumenta quindi il costo di un kWh eolico rispetto a fonti di energia tradizionali. Nel caso italiano, la Puglia e la Sardegna sono state individuate come siti adatti allo sfruttamento dell'energia eolica.
Sono inoltre allo studio soluzioni innovative in grado di captare il vento d'alta quota (più costante ed intenso) garantendo alta efficienza di conversione e costanza della produzione. Tra queste il Kite Wind Generator, brevetto italiano.

### Energia idroelettrica
L'energia idroelettrica usa l'energia potenziale di acqua posta in alta quota in bacini montani, che cadendo agisce su una turbina, producendo elettricità. Il principio è il medesimo di una centrale termoelettrica: la differenza è che il mezzo che fa girare la turbina è l'acqua, e non il vapore. Per aumentare la portata di acqua che agisce sulla turbina, è possibile costruire delle dighe, che accumulano acqua in modo da creare un bacino artificiale. L'acqua viene quindi incanalata in speciali tubi, detti condotte forzate, che convogliano l'acqua ad alta velocità contro le turbine. Questi sistemi possono essere molto grandi: la diga di Itaipú, fra il Brasile e il Paraguay, genera 14000 MW elettrici. È in operazione dal 1984.
Attualmente, il 16% dell'elettricità mondiale è di origine idroelettrica: uno degli svantaggi dell'energia idroelettrica però è proprio l'impatto ambientale e sociale della costruzione di dighe. Infatti, se l'impatto ambientale di piccole dighe non è grave, grandi dighe che creano grandi invasi non sono così innocue come potrebbero sembrare. In Cina, per esempio, quasi 2 milioni di persone dovranno cambiare abitazione, come effetto della costruzione della diga delle Tre Gole, sul fiume Yangtze. La presenza di dighe influisce sulle specie animali presenti nel fiume, e anche sulle specie di pesci che si riproducono nei fiumi.
Un altro svantaggio è che l'energia idroelettrica è geograficamente molto localizzata, e può essere utilizzata solo in Paesi montani o che dispongono di salti naturali, come grandi cascate.

### Energia geotermica

Schema della centrale geotermica di Ferrara

L'energia geotermica è l'energia generata per mezzo di fonti geologiche di calore e può essere considerata una forma di energia rinnovabile. Si basa sulla produzione di calore naturale della Terra (geotermia) alimentata dall'energia termica rilasciata in processi di decadimento nucleare di elementi radioattivi quali l'uranio, il torio e il potassio, contenuti naturalmente all'interno della terra. Penetrando in profondità, la temperatura diventa gradualmente più elevata, aumentando di circa 30 °C per km nella crosta terrestre.
Lo sfruttamento di questa fonte, nel caso di sorgenti geotermali ad alta entalpia, consiste nel convogliare i vapori provenienti dalle sorgenti d'acqua del sottosuolo verso apposite turbine adibite alla produzione di energia elettrica. E nel riutilizzare il vapore acqueo per il riscaldamento urbano, le coltivazioni in serra e il termalismo. Allo scopo di aumentare l'efficienza, si ricorre spesso all'immissione di acqua fredda in profondità attraverso pozzi, in modo da recuperare in superficie un flusso costante di vapore.
La prima dimostrazione di utilizzo dell'energia geotermica avvenne il 4 luglio 1904 in Italia per merito del principe Piero Ginori Conti che sperimentò il primo generatore geotermico a Larderello. L'Islanda è uno dei paesi a maggiore sfruttamento di energia geotermica.
L'energia geotermica può essere sfrutta anche nel caso di rinvenimento di aree a media entalpia, in pratica acqua calda nel sottosuolo, il cui calore viene sfruttato con scambiatori di calore, inoltre è possibile utilizzare il normale gradiente geotermico in applicazioni domestiche come per climatizzazione edilizia.
L'energia geotermica rappresenta oggi meno dell'1% della produzione mondiale di energia. È inoltre una fonte di energia non omogeneamente distribuita geograficamente.

### Energia marina o oceanica
Con energia oceanica si intende l'insieme dell'energia racchiusa in varie forme nei mari e negli oceani. Questa immensa quantità di energia può essere estratta con diverse tecnologie: basate sull'energia cinetica dei fluidi (correnti, onde, maree) e sul gradiente (termico e salino). Al giorno d'oggi sono stati sperimentati molti sistemi di estrazione dell'energia ed alcuni sono già in uno stadio precommerciale.